# Canthium homolleanum
Canthium homolleanum är en måreväxtart som beskrevs av Alberto Judice Leote Cavaco. Canthium homolleanum ingår i släktet Canthium och familjen måreväxter.
Artens utbredningsområde är Madagaskar. Inga underarter finns listade i Catalogue of Life.